# Maria Teresa Duran
Maria Teresa Duran y Nogués (Sabadell, 11 de noviembre de 1909 - 19 de septiembre de 1933) fue una escritora y activista feminista española.

## Biografía
De muy joven, M. Teresa Duran se sintió atraída por la literatura y fue una asidua lectora de la Biblioteca del Círculo Republicano Federal, donde, al principio, asistía acompañada por su padre, Lincoln Duran, un ferviente militante republicano seguidor de Francisco Pi y Margall. Desde 1928, cuando se inauguró, frecuentó también la nueva Biblioteca de la Caja de Ahorros de Sabadell de la calle de Gràcia de Sabadell. Con esta formación intensa y autodidacta, Maria Teresa Duran trabajó en una editorial barcelonesa y colaboró en la prensa local, en el Diario de Sabadell, El Pueblo o La Ciutat. Pocos meses después de morir, todos estos artículos fueron recogidos por la familia en un volumen titulado Tributo póstumo, que apareció en enero de 1934. En mayo de 1932, con Rosa Maria Arquimbau y Anna Murià fundaron el Frente Único Femenino de Esquerra, que con 215 asociadas era la entidad femenina más importante de Sabadell.